# جربوز عصوي
الجَرْبوز العصوي أو اليَرْبُوز العصوي أو يربوز أو جربوز (الاسم العلمي: Blitum virgatum)هو نوع من النباتات المزهرة في الفصيلة القطيفية.